# Wang Xi-lin

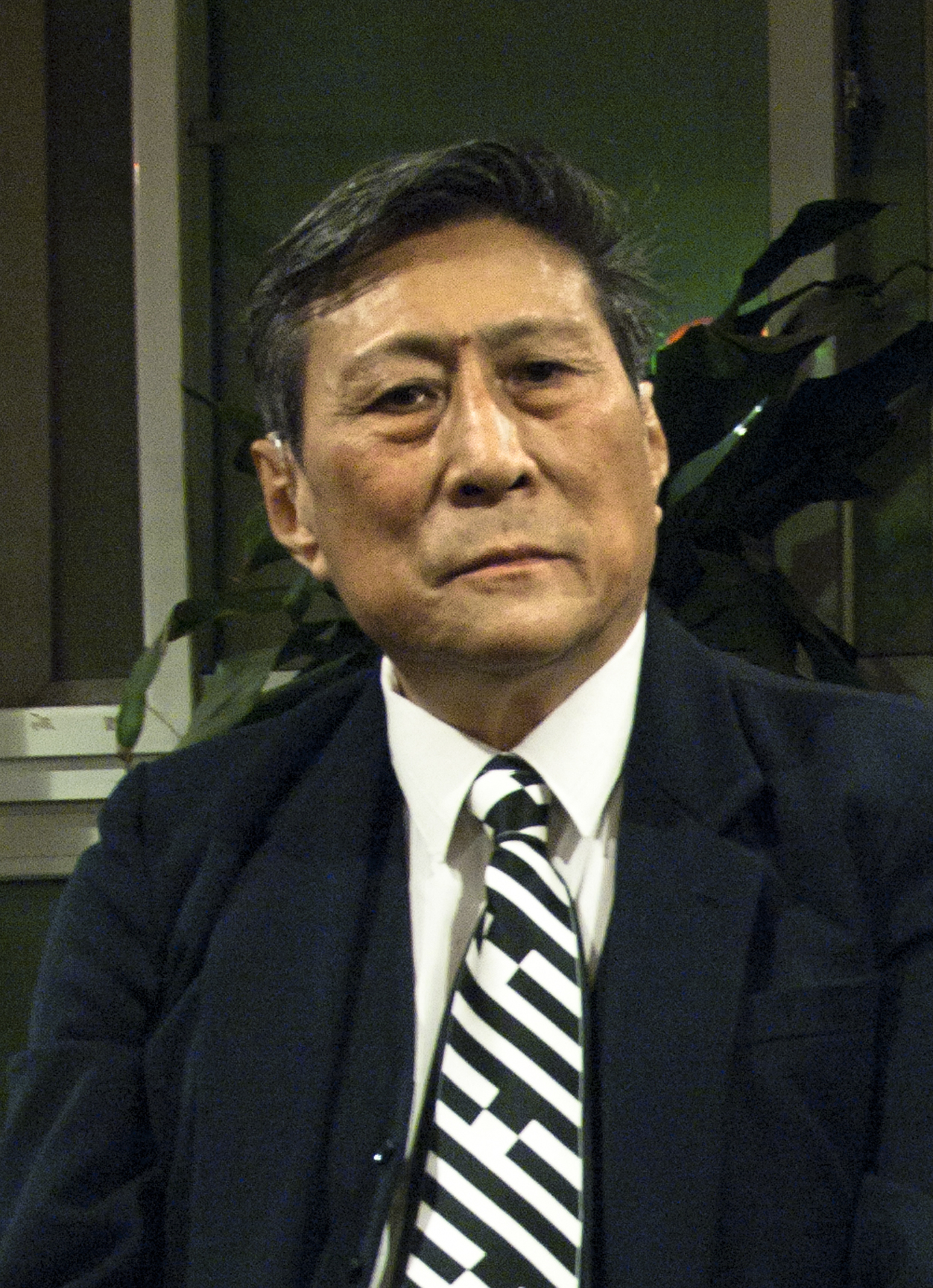
Wang Xi-lin, 2011

Wang Xi-lin (chinesisch 王西麟, Pinyin Wáng Xī-lín, W.-G. Wang Hsi-lin; * 13. Dezember 1936 in Kaifeng, Provinz Henan, Republik China) ist ein chinesischer Komponist.

## Leben
Seine Familie zog nach Pingliang in der Provinz Gansu. Dort erhielt Wang Xi-lin Musik- und Harmonium-Unterricht an einer christlichen Missionsschule. Nach dem frühen Tod des Vaters 1948 und aufgrund der Armut seiner Familie trat er mit 12 Jahren in eine Künstlergruppe der Volksbefreiungsarmee ein. Dort erlernte er autodidaktisch das Spiel auf dem Akkordeon, auf der Geige Huqin und auf Blechblasinstrumenten, eignete sich aber auch Kenntnisse in den Bereichen Musiktheorie und Instrumentation an. Ab 1955 belegte er das Fach Dirigieren an der Zentralen Militärmusikschule in Beijing. 1957 wechselte er an die Musikhochschule Shanghai, wo er Dirigieren und Komposition bei Liu Zhuang (1932–2011), Qu Wei (1917–2002), Chen Mingzhi und Ding Shan-de studierte. Zum Abschluss 1962 komponierte er als Examensarbeit einen ersten Satz seiner 1. Sinfonie, die aber vollständig erst 1999 zur Uraufführung kam. Wang Xi-lin wurde Composer in Residence beim Beijing Central Radio Symphony Orchestra. 1963 schrieb er das Yunnan Tone Poem – der Finalsatz dieses Werks, Torch Festival, wurde eine seiner populärsten Kompositionen, die in mehr als 20 Ländern der Welt aufgeführt wurde.
1964 kritisierte er die Kulturpolitik der Regierung und geriet ins Kreuzfeuer der staatlichen Kampagne gegen westliche Kunst. Er wurde noch 1964 entlassen und daraufhin 14 Jahre lang in die Provinz Shanxi verbannt, wo er als Zwangsarbeiter bei der Yanbei Art Troupe in Datong dienen musste und während der Kulturrevolution politisch verfolgt, gefoltert und zeitweise inhaftiert wurde. Aufgrund der Misshandlungen verlor er 20 Prozent seines Gehörs. Ab 1971 verbesserte sich seine Lage wieder etwas, er konnte wieder als Dirigent tätig sein und wurde Komponist für das Southeast Song and Dance Ensemble in Changzhi. Hier beschäftigte er sich mit der Volksmusik vor Ort und schrieb Shajiabang (1974), ein Werk im Stil der Shangdang Bangzi Oper. Um weitere Schwierigkeiten zu vermeiden, verfasste er auch regimefreundliche Werke wie den Chor Falling of the Giant Star – in Memory of Chairman Mao (1977). 1978 kehrte er rehabilitiert nach Beijing zurück und wurde Vollzeit-Komponist der Beijing Song and Dance Troupe. 1994 bereiste er, unterstützt vom Asian Cultural Council (ACC), die USA und hielt dort Vorträge an acht Musikhochschulen, u. a. auch an der Yale School of Music. In China blieb Wang Xi-lin weiterhin als Composer in Residence des Beijing Symphony Orchestra tätig.
Seine Tochter ist Komponistin Ying Wang.

## Schaffen
Die frühen Werke der 1960er Jahre sind noch der Tonalität verpflichtet und in der Nachfolge der Romantik komponiert. Erst nach den Jahren der Verbannung konnte sich Wang Xi-lin ab 1980 wieder mit der in China zuvor verfemten Musik der europäischen Avantgarde beschäftigen, besonders mit Arnold Schönberg, Béla Bartók, Igor Strawinsky und Krzysztof Penderecki, aber auch mit Alfred Schnittke, Witold Lutosławski und John Adams. In seinen Kompositionen griff er nun Elemente des Serialismus, der Minimal Music und der Cluster-Technik auf. Zwei weitere Einflüsse auf seine Musik zeichneten sich ab: die sowjetische Musik insbesondere von Dmitri Schostakowitsch, dem er einzelne Werke widmete, und die chinesische Volksmusik.
Wang Xi-lin schrieb rund 60 Werke, darunter Kammer- und Vokalmusik, aber auch rund 40 Musiken für Film und Fernsehen. Das Hauptgewicht seines Schaffens aber liegt auf der Orchestermusik, er schuf zehn Sinfonien, zahlreiche sinfonische Suiten, Kantaten, Ouvertüren und Konzerte. Seine Musik ist oft geprägt von einem melancholischen und tragischen Grundton, in ihr spiegeln sich seine traumatischen Erfahrungen aus der Verbannungszeit, aber auch die Kriege und Konflikte der chinesischen Geschichte im 20. Jahrhundert wider, weswegen er auch zuweilen als „Chinas Schostakowitsch“ bezeichnet wird. Vor allem die 3. Sinfonie gilt als „ernste Meditation“ über die Zeit der Kulturrevolution.
In China zählen die Aufführungen seiner 3. Sinfonie (1991) und seiner vervollständigten 1. Sinfonie (1999) zu seinen  Erfolgen. Die im Jahr 2000 geplante Premiere seiner 4. Sinfonie hingegen wurde ausgesetzt, weil er sich kritisch über den Kommunismus geäußert hatte, erst 2005 kam die Aufführung zustande. Seine Werke wurden u. a. in den USA, in Australien, Deutschland, Frankreich und der Schweiz aufgeführt, 2004 auch bei den Weltmusiktagen der Internationalen Gesellschaft für Neue Musik ISCM. Er schrieb auch Auftragswerke für europäische Ensembles, so für das Kölner Kammerorchester und das Schweizer Ensemble Antipodes. Einen weiteren Erfolg brachte ihm seine 6. Sinfonie, die er für die Olympischen Spiele in Beijing 2008 komponierte. 2010 erlebte sein Klavierkonzert in der Schweiz seine Premiere. 2015 kam seine großangelegte 9. Sinfonie in Beijing unter Tang Muhai zur Uraufführung, ihr Titel lautet Requiem for the War of Chinese People’s Resistance Against Japanese Aggression and the World’s Anti-Fascist War. 2019 feierte seine 10. Sinfonie Premiere, geschrieben zum 35. Geburtstag des Macau Orchestra.

## Auszeichnungen
Wang Xi-lin erhielt 1981 den höchsten Staatspreis für sein Yunnan Tone Poem, ebenso 2000 für sein Lied Spring Rain und 2004 für Three Symphonic Frescoes – Legend of Sea.

## Sonstiges
Seine Tochter Wang Ying (* 1976) ist ebenfalls als Komponistin tätig. Ihre Musik ist eine existenzielle Beobachtung ihrer transkulturellen Erfahrungen zwischen China und Europa.